# Arrendamento
Arrendamento é um contrato de cessão de um fator de produção, pelo qual seu proprietário o entrega a outro para ser explorado, mediante determinada remuneração.
O sistema de arrendamento  de terras já era usado na época da expansão romana e constitui-se em um dos traços característicos dos regimes agrários de muitos países. Ainda hoje, é elevada a proporção de arrendatários na agricultura de algumas regiões.[carece de fontes?] Porém, em outras regiões, a execução de programas de reforma agrária reduziu a importância deste sistema.[carece de fontes?]

## Participantes
Nesse tipo de pacto, estão envolvidos:
- arrendatários - aqueles que serão os usufrutuários dos fatores de produção, objeto do contrato;
- arrendadores - aqueles que cedem os referidos fatores de produção (geralmente os proprietários).

## Tipos de arrendamento

### Royalty
Um tipo usual de arrendamento é o contrato de patentes de invenção, quando o inventor não dispõe dos recursos necessários para comercializá-las. A remuneração do titular do direito de propriedade de uma patente chama-se royalty.

### Arrendamento urbano
Arrendamento urbano é aquele pelo qual uma das partes concede à outra o gozo temporário de um prédio urbano, no todo ou em parte, mediante retribuição.

### Arrendamento rural
Arrendamento rural é o contrato agrário pelo qual uma pessoa se obriga a ceder à outra, por tempo determinado ou não, o uso e gozo de imóvel rural ou partes do mesmo, incluindo ou não outros bens, benfeitorias ou facilidades, com o objetivo de nele ser exercida atividade de exploração agrícola, pecuária, agroindustrial, extrativa ou mista, mediante certa retribuição ou aluguel, observados os limites percentuais da Lei.
Seu traço característico é que o arrendatário, além de cobrir todos os riscos da atividade agrícola, se obriga a pagar quantia líquida e certa para o arrendador, independente da produção.
Contratos desta natureza regem-se pelo Estatuto da Terra, sua regulamentação, alteração, além de ter os casos omissos dirimidos pelo Código Civil Brasileiro. Esse arcabouço jurídico preconiza que um contrato de arrendamento rural, dentre outras formalidades, deve necessariamente conter:
- identificação do imóvel e número do seu registro no cadastro de imóveis rurais do Instituto Nacional de Colonização e Reforma Agrária;
- cláusula de renúncia de vantagens, proibindo os arrendatários de renunciar aos direitos ou vantagens estabelecidas em Leis ou Regulamentos;
- preços e pagamentos, onde há limites para a fixação (proteção do arrendatário) - remuneração não poderá ser superior a quinze por cento do valor cadastral do imóvel (constante da declaração do imposto territorial rural,[2]) com exceção de glebas de alta rentabilidade, quando a remuneração poderá ir até o limite de trinta por cento;
- condições de renovação, onde o arrendador deve, com seis meses de antecedência, notificar o arrendatário de que pretende retomar o imóvel para fazer ele mesmo ou através de ascendente a sua exploração direta; caso o arrendador receba outras proposta, deve notificar o arrendatário de suas condições, sendo que o arrendatário terá a preferência em relação ao estranho, em igualdade de condições.

Observa-se que o presente Estatuto da Terra objetiva:
- assegurar os direitos do arrendatário como parte mais fraca na relação jurídica contratual;
- garantir que a terra possa ser explorada de forma a cumprir com sua função social.

Estes contratos também deverão observar os seguintes prazos mínimos para o arrendamento:
- para atividade de exploração de lavoura temporária ou pecuária de pequeno e médio porte: três anos;
- para lavoura permanente e pecuária de grande porte (para cria, recria, engorda ou extração de matérias primas de origem animal): cinco anos o contrato de arrendamento em que ocorra atividade de exploração de lavoura permanente e ou de pecuária de grande porte;
- exploração florestal: sete anos.

#### Tratamento fiscal
Há uma grande diferença na carga tributária para o cedente (geralmente o proprietário) do imóvel rural entre os contratos firmados como parceria rural ou como arrendamento rural.
Os arrendamentos são tributados como aluguéis, ou seja, a renda é caracterizada como se fosse em função da cessão de um imóvel. Se o arrendatário for pessoa física, deverá o arrendador fazer recolhimento mensal obrigatório (carnê-leão, artigo 106 do Regulamento do Imposto de Renda Decreto 3 000/99); se forem recebidos de pessoa jurídica, estarão sujeitos à retenção do Imposto de Renda na Fonte (art. 631).
Dessa forma, para as pessoas físicas, a alíquota incidente sobre a totalidade das receitas do arrendamento rural será a da tabela progressiva do Imposto de Renda de Pessoa Física, que é de 27,5% para os rendimentos superiores a 46 939,56 reais no ano de 2011 (exercício de 2012, ano-calendário de 2011).

### Arrendamento de veículo
É a utilização de, por exemplo, um carro ou uma aeronave em forma de renda — o veículo é tomado ou dado em condições estabelecidas por contrato, firmado entre as partes, por tempo determinado.

### Emissoras de radiodifusão
O arrendamento em rádio e televisão é muito comum. Nele, o dono da concessão arrenda a um grupo para transmitir sua emissora nessa concessão.

### Inquilinos em condomínios
Nos condomínios, os arrendatários são popularmente conhecidos como inquilinos. Eles são responsáveis por cumprir as regras do condomínio e pagamento de taxas de condomínio, mas não possuem o imóvel.
Da mesma forma que os arrendatários, eles são responsáveis perante o proprietário do imóvel e não perante o condomínio. Na Legislação Brasileira, a relação entre proprietário e inquilino é regrada pela Lei do Inquilinato.
Para que o inquilino tenha direito a voto em uma assembleia geral do condomínio, a regra precisa estar disposta no regimento interno. Esta regra pode variar, dependendo do condomínio.